# Трудова партія Кореї
Трудова́ па́ртія Коре́ї, ТПК (кор. 조선로동당, 朝鮮勞動黨 — Чосон Родондан) — правляча партія в Корейській Народно-Демократичній Республіці з 1946. Керівниками партії були: Кім Ду Бон (1946—1949), Кім Ір Сен (1949—1994), Кім Чен Ір (1994—2011). Наразі керівником є Кім Чен Ин (з 2012).
ТПК — правляча партія країни (у країні діють також Соціал-демократична партія Кореї та Партія молодих друзів небесного шляху Чхондоге-Чхонудан, які визнають керівну роль ТПК). Ідеологія партії вписується в концепцію чучхє.
Датою створення Трудової партії Кореї вважається 10 жовтня 1945 року. Цього дня корейські комуністи відтворили Комуністичну партію Кореї. Цей день є державним святом КНДР – Днем заснування Трудової партії Кореї.

## Історія
29 липня 1946 року на спільному пленумі ЦК Нової народної партії та Комуністичної партії Північної Кореї було офіційно оголошено про їхнє об'єднання та прийнято відповідну заяву. Протягом наступного місяця було проведено злиття провінційних, повітових, міських парторганізацій. 28-30 серпня 1946 року у Пхеньяні відбувся перший з'їзд об'єднаної партії, яка отримала назву Трудова партія Північної Кореї (ТПСК). Лідером партії було обрано Кім Ду Бон. Станом на 1 січня 1947 року партія налічувала 562 тис. членів. Партія швидко зростала - на 1 липня 1948 року в ній значилося 738 913 членів.